# Horní Vítkov

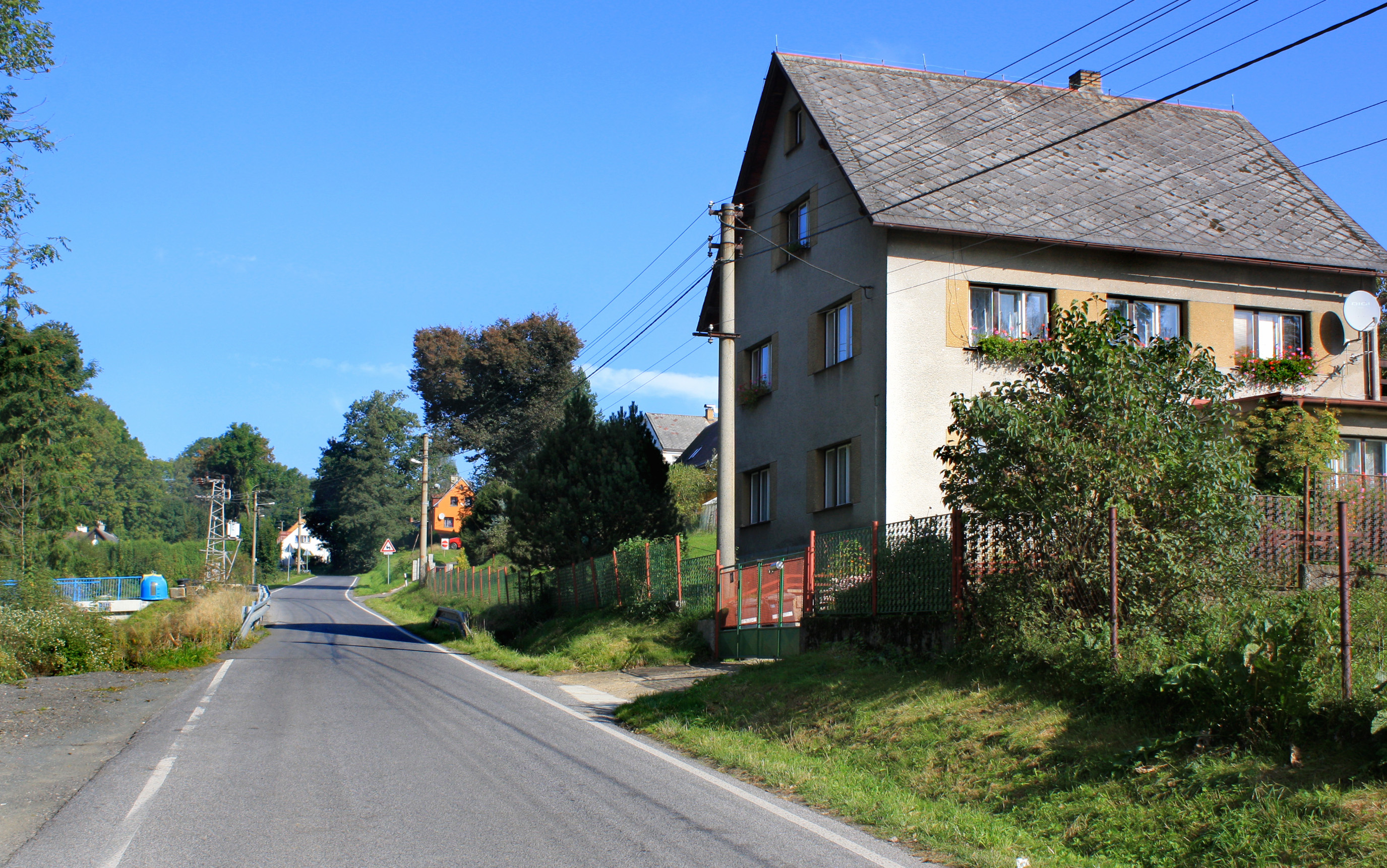
Horní Vítkov

Horní Vítkov (deutsch Ober Wittig) ist ein Ortsteil der Stadt Chrastava (Kratzau) in Tschechien. Er liegt fünf Kilometer nördlich von Chrastava nahe der Grenze zu Polen und gehört zum Okres Liberec (Bezirk Reichenberg).

## Geographie
Horní Vítkov befindet sich am südöstlichen Fuße des Výhledy (Gickelsberg, 569 m) am Rand des Isergebirges. Das Dorf erstreckt sich im Tal des Vítkovský potok (Wittigbach).
Nordöstlich erhebt sich der Lysý vrch (Kahleberg, 643 m). Im Osten liegt der Vítkovský kopec (Wittigberg, 503 m) mit der Curia Vitkov, dahinter folgen der Kameniště (Steinberg, 608 m) und der Spálený vrch (Brandberg, 581 m). Die östlich des Dorfes gelegene unscheinbare Erhebung Pšeničkův kopec (461 m) ist der höchste Punkt des Grottauer Beckens (Hrádecká pánev).
Nachbarorte sind Jasna Góra und Markocice im Norden, Vysoký im Nordosten, Albrechtice u Frýdlantu und Filipov im Osten, Mlýnice und Nová Ves im Südosten, Růžek, Vysoká, Polní und Dolní Vítkov im Süden, Pekařka im Südwesten, Václavice im Westen sowie Opolno Zdrój (Bad Oppelsdorf) im Nordwesten.

## Geschichte
Witkow soll, nach dem Reichenberger Chronisten, Dechant Anton Hofmann, im Jahre 1290 durch mehrere Bauernsöhne aus Wittgendorf bei Zittau gegründet worden sein. 1352 wurde es als Pfarrort bezeichnet. Das der Herrschaft Hammerstein und später der Herrschaft Reichenberg untertänige vier Kilometer lange Dorf wurde 1615 geteilt. Ober Wittig, wie auch Nieder Wittig, erhielten einen eigenen Ortsrichter. Die Bewohner des Pfarrdorfes Ober Wittig waren von etwa 1535 über 100 Jahre evangelisch-lutherischen Glaubens. 1575 wurde durch den Freiherrn von Redern die baufällige Kirche neu erbaut, die 1631 renoviert wurde. In diese Zeit datiert auch der Beginn einer Schule.
Im Zuge der Gegenreformation musste der evangelische Pfarrer den Ort verlassen. Nachfolgend verließen zahlreiche Einwohner ihres Glaubens wegen als Exulanten Böhmen. Im Jahre 1706 erhielt der Gräflich Gallas'sche Inspektor der Herrschaften Friedland und Reichenberg, Karl Christian Platz von Ehrenthal (1663–1722) Wittig als Lehngut. Er ließ neben der Kirche das Herrenhaus erbauen. Ehrental war zu Lebzeiten ein gefürchteter Untertanenschinder und Tyrann. Als er 1722 starb, wurde dies mit Erleichterung aufgenommen. Bald darauf entstand die Sage, dass Ehrenthals Geist des Nachts auf dem Schloss Reichenberg in seinen Amtsräumen erscheine und schließlich auf den Hemmrich bei Philippsgrund verbannt worden sei, wo er an der Grenze der Herrschaft nachts Steine säge. Im Volksmund soll er den Nachruf: Platz von Ehrental, der Menschheit Qual – den Gott belogen, die Welt betrogen und die Bauern ausgesogen, erhalten haben. Philipp Josef Graf Gallas erließ 1738 eine weiterführende Schulinstruktion mit den Erziehungszielen: Lesen, Schreiben, Rechnen, Musik, Katechismus und Erziehung zur Tugend, Ehrlichkeit und höflichen Sitten. Die Mädchen erhielten Unterricht in Nähen und Stricken.
Während des Siebenjährigen Krieges besetzten die Preußen das Dorf drei Tage lang, plünderten es aus und verwüsteten die Kirche. 1779 kam Kaiser Joseph II. von Friedland über Hohenwald und den Gickelsberg auch nach Wittig. Ein Denkmal erinnerte an ihn. Im Jahre 1786 stiftete Joseph Kaulfersch ein Armenhaus. 1828 errichtete Anton Hillebrand am Hackelsberg nördlich des Dorfes eine Windmühle. 1830 bestand Ober Wittig einschließlich der Feldsieberei aus 106 Häusern und hatte 429 Einwohner. Zu dieser Zeit bestanden im Ort mehrere Spinnereien und Webereien. In der Mitte des 19. Jahrhunderts gelangte der Ort an die Herrschaft Grafenstein.
Nach der Aufhebung der Patrimonialherrschaften bildete Ober Wittig ab 1850 eine Gemeinde in der Bezirkshauptmannschaft Reichenberg. Während des Deutschen Krieges zog hier 1866 das preußische Heer über die Grenze nach Nordböhmen und richtete im Dorf großen Schaden an. Zwischen 1898 und 1899 wurde die Verbindungsstraße von Olbersdorf nach Ober Wittig errichtet. 1930 lebten in der Gemeinde 486 Menschen. Nach dem Münchner Abkommen wurde das Dorf 1938 dem Deutschen Reich zugeschlagen und gehörte bis 1945 zum Landkreis Reichenberg. 1939 hatte Ober Wittig nur noch 440 Einwohner. Im Jahre 1944 erfolgte der Zusammenschluss mit Nieder Wittig zu einer Gemeinde Wittig.
Nach Kriegsende kam das Dorf zur Tschechoslowakei zurück und die deutschen Bewohner kamen als Heimatvertriebene meist nach Zittau. Die an der polnischen Grenze gelegene Windmühle wurde abgerissen. Bis 1960 gehörte Horní Vítkov als Teil der Gemeinde Vítkov zum Okres Liberec-okolí und danach zum Okres Liberec. 1980 erfolgte die Eingemeindung nach Chrastava. Auf dem Vítkovský kopec begann 1999 die Errichtung der frühmittelalterlichen Befestigung Wothansburg, die seit 2007 den Namen Curia Vitkov trägt. 1991 hatte der Ort 104 Einwohner. Im Jahre 2001 bestand das Dorf aus 37 Häusern, in denen 112 Menschen lebten.

## Sehenswürdigkeiten
- Kirche Mariä Heimsuchung, erbaut vor 1575. Die Kirche wurde 1674 wieder zur Pfarrkirche erhoben.
- Curia Vitkov, Nachbau eines frühmittelalterlichen Landmagnatensitzes